# Wołczkowo
Wołczkowo (deutsch Völschendorf) ist ein Dorf bei der Stadt Police (Pölitz) in der polnischen Woiwodschaft Westpommern. Es gehört zur Landgemeinde Dobra (Daber) im Powiat Policki.

## Geographische Lage
Wołczkowo liegt im östlichen Vorpommern, etwa fünf Kilometer östlich des Dorfs Dobra, elf Kilometer südwestlich der Stadt Police und neun Kilometer nordwestlich von Stettin.

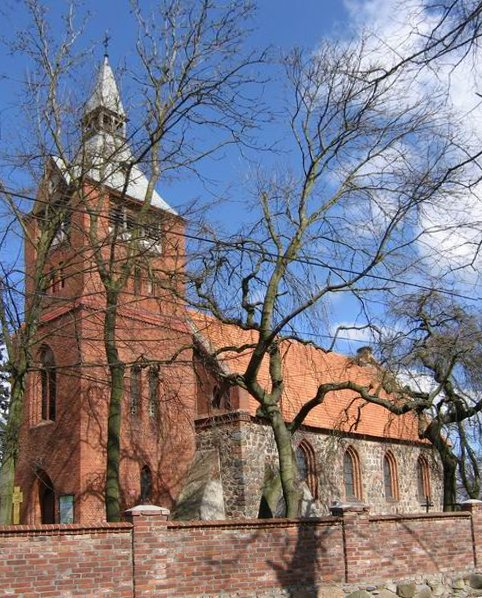
Dorfkirche

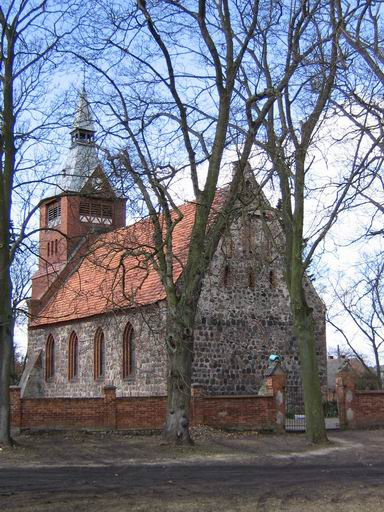
Dorfkirche, Rückansicht

## Geschichte
Die Ortschaft wird in einer Urkunde des Jahres 1343 erwähnt, mit der der pommersche Herzog Otto I. dem St.-Georgs-Krankenhaus zu Stettin dessen Besitz in Völschendorf bestätigte. Nachdem das Krankenhaus aufgelöst worden war, unterstellte der Magistrat von Stettin Völschendorf dem Johanniskloster zu Stettin und ließ es von ihm verwalten, behielt sich jedoch einige Dienstbarkeiten der Landwirte vor. Um 1775 hatte das Kirchdorf eine Windmühle, einen Prediger, den der Magistrat und der Vorstand des Johannisklosters gemeinsam beriefen, einen Küster, den der Klostervorstand selbständig berufen durfte, 16 Bauern, einen Kossäten, vier Büdner, einen Gasthof, eine Schmiede und insgesamt 30 Haushaltungen.
Zu Völschendorf gehörte außerdem ein auf der Feldmark gelegenes Gut, das Eigentum des Marienstifts zu Stettin war und diesem einer 1286 zu Ueckermünde ausgestellten Urkunde zufolge von Bogislaw IV. geschenkt worden war. Im 19. Jahrhundert wurde dieses Gut als Vorwerk Marienthal bezeichnet.
Anfang der 1930er Jahre hatte die Gemarkung der Gemeinde Völschendorf eine Flächengröße von 13,9 km², und auf dem Gemeindegrund standen zusammen 64 Wohngebäude an zwei verschiedenen Wohnorten:
1. Marienthal (heute polnisch Redlica)
2. Völschendorf

Im Jahr 1925 wurden in Völschendorf 505 Einwohner gezählt, die auf 113 Haushaltungen verteilt waren.
Völschendorf gehörte bis 1939 zum Landkreis Randow im Regierungsbezirk Stettin und wurde am 15. Oktober 1939 von der Stadt Stettin eingemeindet, bei der es bis 1945 blieb.
Nach Ende des Zweiten Weltkriegs wurde Völschendorf unter polnische Verwaltung gestellt und in Wołczkowo umbenannt.

### Entwicklung der Einwohnerzahl
- 1864: 573, darunter ein Katholik und fünf Juden[4]
- 1925: 505, darunter sieben Katholiken aber keine Juden[5]
- 1933: 537[6]
- 1939: 542[6]

### Kirche
Die vor 1945 in Völschendorf anwesende Bevölkerung gehörte mit großer Mehrheit dem evangelischen Glaubensbekenntnis an (im Jahr 1925 über 98 %). Völschendorf war Sitz eines evangelischen Kirchspiels. In das evangelische Kirchspiel Völschendorf eingepfarrt waren die Protestanten aus Armenheide, Brunn, Polchow und Völschendorf. Für die Katholiken in Völschendorf war das katholische Kirchspiel Stettin zuständig.